# Bánh mì kẹp kiểu Cuba
Bánh mì kẹp kiểu Cuba (tiếng Tây Ban Nha: Sándwich cubano) là một biến thể của bánh mì kẹp giăm bông và pho mát có thể bắt nguồn từ các quán cà phê phục vụ công nhân Cuba ở Tampa  hoặc Key West, hai cộng đồng người Cuba nhập cư ban đầu ở Florida tập trung xung quanh ngành công nghiệp xì gà. Sau đó, những người Cuba lưu vong và người nước ngoài đã mang nó đến Miami, nơi món này cũng rất phổ biến. Bánh mì kẹp kiểu được làm với giăm bông, thịt lợn quay, pho mát Thụy Sĩ, dưa chua, mù tạt, và đôi khi xúc xích Ý trên bánh mì Cuba. Salami được bao gồm ở Tampa, nơi có đông người Ý, nhưng thường không được bao gồm ở Nam Florida.
Bánh mì kẹp kiểu Cuba là trung tâm của sự cạnh tranh thân thiện lâu dài giữa Miami và Tampa. Là một phần của sự cạnh tranh đó, "Bánh mì Cuba Tampa lịch sử" đã được Hội đồng thành phố Tampa chỉ định là "bánh mì đặc trưng của thành phố Tampa" vào năm 2012.

## Lịch sử
Đối với bánh mì Cuba, nguồn gốc của bánh mì Cuba (đôi khi được gọi là "mixto ", "bánh mì ép kiểu Cuba," hoặc "Cubano" ) là khá mơ hồ. Vào cuối những năm 1800 và đầu những năm 1900, việc đi lại giữa Cuba và Florida rất dễ dàng, đặc biệt là từ Key West và Tampa, và người dân Cuba thường đi thuyền qua lại để tìm việc làm, vui chơi và thăm gia đình. Do sự di chuyển liên tục và phần lớn không có tài liệu của con người, văn hóa và ý tưởng, nên không thể nói chính xác bánh mì kẹp Cuba có nguồn gốc từ khi nào và ở đâu.
Một số người tin rằng bánh mì kẹp kiểu là thức ăn trưa phổ biến cho công nhân ở cả các nhà máy xì gà và nhà máy đường của Cuba (đặc biệt là ở các thành phố lớn như Havana hoặc Santiago de Cuba) và các nhà máy xì gà ở Key West vào những năm 1860. Nhà sử học Loy Glenn Westfall nói rằng bánh mì mì kẹp kiểu được "sinh ra ở Cuba và được giáo dục ở Key West."
Ngành công nghiệp xì gà ở Florida chuyển sang Tampa vào giữa những năm 1880, khi cộng đồng nhập cư của Thành phố Ybor được thành lập bởi nhà sản xuất xì gà Vicente Martinez-Ybor. Hàng chục nghìn công nhân Cuba, Tây Ban Nha và Ý đã chuyển đến khu vực này trong nhiều thập kỷ sau đó, đánh dấu sự phát triển vượt bậc của Tampa từ một ngôi làng trở thành một thành phố nhộn nhịp. Những đề cập đầu tiên được ghi lại về một loại bánh mì kẹp kiểu Cuba riêng biệt tồn tại trong các mô tả về quán cà phê của công nhân ở Thành phố Ybor và Tây Tampa gần đó từ khoảng năm 1900, khiến các nhà sử học khác đưa ra giả thuyết rằng món bánh mì kẹp kiểu như bây giờ được tạo thành lần đầu tiên xuất hiện ở đó. Một bài báo du lịch được xuất bản bởi Mason City Globe Gazette vào năm 1934 nói rằng cách nấu ăn của Tampa "đặc biệt hơn nhiều so với những nơi khác trong bang" và liệt kê bánh mì Cuba (cùng với bánh mì Cuba) trong số "món ăn đặc trưng" của thành phố. Nhà nghiên cứu Andrew Huse nói rằng "những chiếc 'mixto' cũ đã kết hợp lại thành một thứ khác biệt hơn - những chiếc bánh mì Cuba mà chúng tôi biết và yêu thích - một tác phẩm nguyên bản của Tampa." 
Đến những năm 1960, bánh mì kẹp Cuba cũng phổ biến trong thực đơn nhà hàng và quán cà phê ở Miami, vì thành phố đã thu hút được một lượng lớn cư dân Cuba sau khi Fidel Castro lên nắm quyền năm 1959 ở quê hương của họ. Cuộc Cách mạng Cộng sản đã gây ra một làn sóng người nước ngoài Cuba định cư ở các địa điểm khác, và họ đã mang theo văn hóa và ẩm thực của mình. Bánh mì Cuba và các biến thể của chúng hiện được phục vụ trong nhiều cộng đồng người Cuba lưu vong khác nhau ở những nơi như Thành phố New York, New Jersey, Chicago, và Puerto Rico, trong số những nơi khác.

## Thành phần

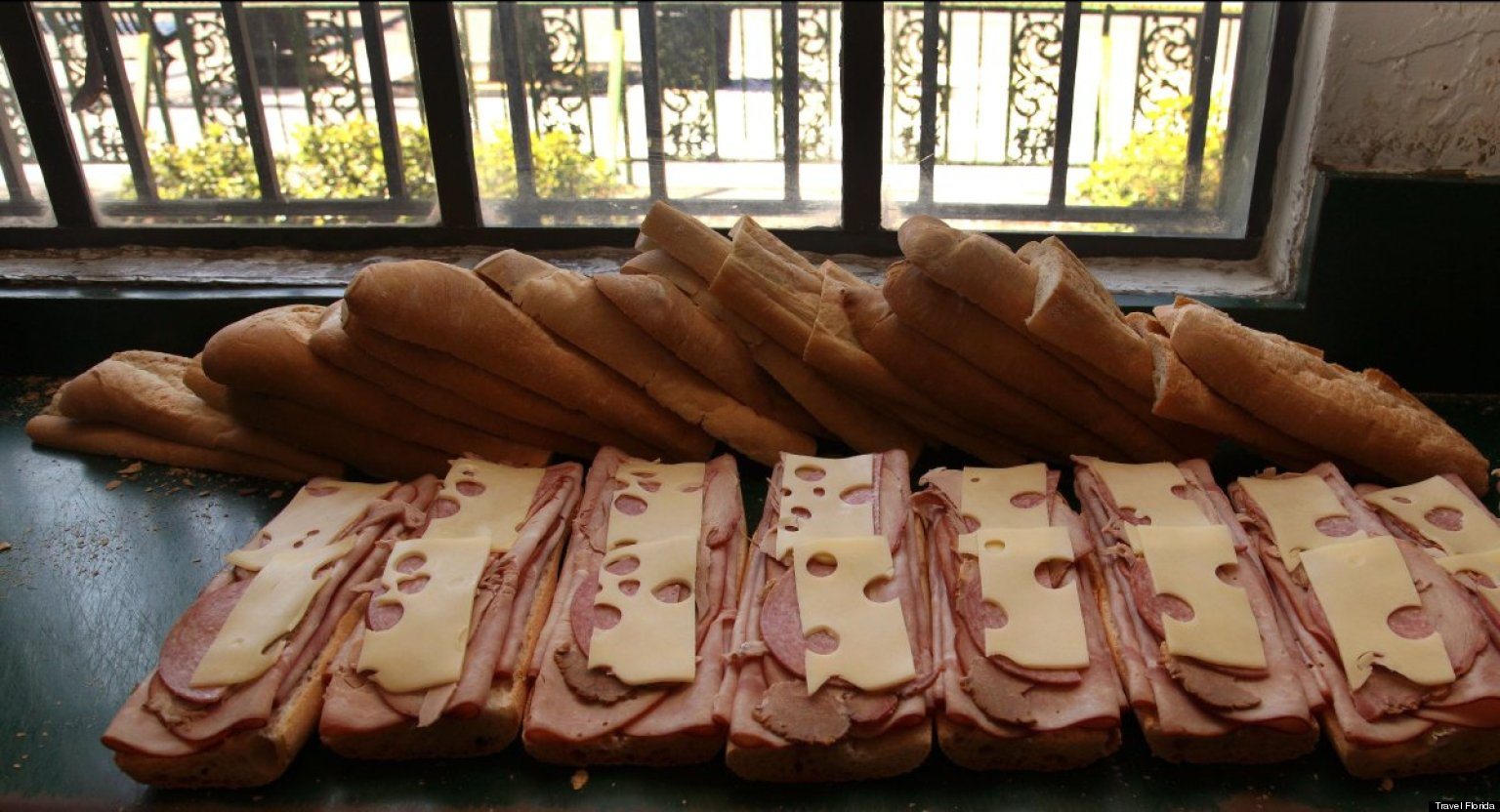
Bánh mì Cuba đang được chế biến tại tiệm bánh trung tâm La Segunda ở thành phố Ybor, Tampa

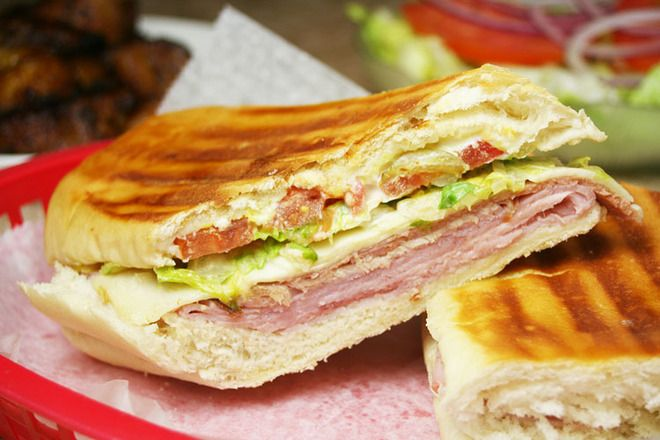
Key West phiên bản "hỗn hợp kiểu Cuba" với rau diếp và cà chua

Mặc dù có một số tranh luận về nội dung của một chiếc bánh mì kẹp kiểu Cuba "thực sự", nhưng hầu hết đều được đồng ý. Bánh mì kẹp kiểu Cuba truyền thống bắt đầu với bánh mì Cuba. Ổ bánh được cắt thành từng đoạn dài 8-12 inch (20–30 cm), phết bơ nhẹ hoặc phết dầu ô liu lên vỏ bánh rồi cắt đôi theo chiều ngang. Một lớp mù tạt vàng được rải trên bánh mì. Sau đó, thịt lợn quay thái lát, giăm bông phủ đường, pho mát Thụy Sĩ và dưa chua thì là thái lát mỏng được thêm thành từng lớp. Đôi khi thịt lợn được ướp trong mojo và nướng chậm.
Sự bất đồng chính trong khu vực về công thức của bánh mì kẹp kiểu là có bao gồm xúc xích Ý hay không. Ở Tampa, Genoa salami theo truyền thống được xếp lớp với các loại thịt khác, có lẽ là do ảnh hưởng của những người nhập cư Ý sống cạnh những người Cuba và Tây Ban Nha ở thành phố Ybor. Một bài báo du lịch năm 1934 mô tả bánh mì kẹp kiểu Cuba Tampa là một "bữa ăn hoàn chỉnh" bao gồm giăm bông, thịt lợn nạc, pho mát Thụy Sĩ, xúc xích Ý mềm, dưa muối và "mù tạt làm ẩm tự do" được phục vụ trên bánh mì Cuba "rất giòn và giòn". Những thành phần này được nhắc lại 27 năm sau trong ấn bản đầu tiên và tất cả các ấn bản tiếp theo của The Gasparilla Cookbook (1961), một bộ sưu tập ẩm thực Tampa vẫn còn phổ biến.
Salami không phải là một thành phần trong phiên bản Nam Florida của bánh mì kẹp kiểu Cuba, và việc bao gồm hoặc thiếu nó là một điểm gây tranh cãi chính trong cuộc cạnh tranh bánh mì kẹp kiểu Tampa-Miami. Mayonnaise, rau diếp và cà chua là những thực phẩm có thể bổ sung nhưng lại bị những người theo chủ nghĩa truyền thống không thích.
Khi nướng , các bánh mì kẹp có thể được nướng trong một nền dụng cụ ép bánh mì kẹp gọi là plancha, mà là tương tự như một dụng cụ ép Panini  nhưng không có bề mặt có rãnh. Plancha vừa làm nóng vừa nén bánh mì mì kẹp kiểu, vẫn còn trong máy ép cho đến khi bề mặt bánh mì hơi giòn và phô mai chảy ra. Nó thường được cắt thành hai nửa đường chéo trước khi phục vụ.

## Các món ăn liên quan
Một loại bánh mì kẹp kiểu tương tự là bánh mì kẹp medianoche ("nửa đêm"); như tên cho thấy, bánh mì kẹp kiểu có nguồn gốc như một món ăn nhẹ vào đêm khuya, có thể là ở các câu lạc bộ đêm của Havana. Medianoche chứa các thành phần tương tự như bánh mì kẹp kiểu Cuba, nhưng nhỏ hơn và, không giống như bánh mì Cuba, được phục vụ trên bánh mì trứng màu vàng (tương tự như challah), mềm và ngọt hơn bánh mì Cuba.

## Kết nối văn hóa

### Kình địch Tampa – Miami
Bánh mì kẹp kiểu Cuba là trung tâm của cuộc cạnh tranh bán nghiêm trọng kéo dài giữa Tampa và Miami, với các nhà lãnh đạo chính trị và cộng đồng tuyên bố là quê hương của những người tốt nhất. Cuộc tranh luận đã được một số hãng thông tấn trong nước và quốc tế đưa tin , và tranh chấp nội dung liên quan trên bài viết Wikipedia này là chủ đề của một chuyên mục báo năm 2007 trên Tampa Tribune.
Trong cuộc tranh luận bùng lên vào năm 2012, Hội đồng thành phố Tampa đã bỏ phiếu chọn "Bánh mì kẹp kiểu người Cuba lịch sử" là "bánh mì kẹp kiểu chữ ký" chính thức của thành phố, dẫn đến nhiều cuộc tranh cãi giữa các cộng đồng ở Tampa và Miami.

### Các kết nối khác
- Vào tháng 5 năm 2012, Victor Padilla và Jolie Gonzalez-Padilla đã tổ chức Lễ hội bánh mì kẹp kiểu Cuba đầu tiên, được tổ chức tại Tampa và bao gồm việc xây dựng "Bánh mì kẹp kiểu Cuba dài nhất thế giới" và cuộc thi tìm món bánh mì kẹp kiểu Cuba ngon nhất giữa các nhà hàng địa phương và toàn tiểu bang. Lễ hội đã được tổ chức hàng năm kể từ đó, và cuộc thi đã phát triển bao gồm những người tham gia từ khắp Florida, Hoa Kỳ và các quốc gia khác tranh tài ở một số hạng mục. Ban tổ chức cũng đã tổ chức các lễ hội nhỏ hơn với các cuộc thi bánh mì kẹp kiểu sơ bộ ở Miami và Kissimmee, Florida.[33][34]
- Trong bộ phim Chef năm 2014 với sự tham gia của Jon Favreau, nhân vật chính lái xe khắp Hoa Kỳ để bán bánh mì Cuba (gọi tắt là " Cubanos ") từ một xe tải thực phẩm có tên El Jefe.[35]
- Vào năm 2016, Christopher Spata, một cây viết của Tampa Bay Times, đã gửi thông cáo báo chí đến nhiều tổ chức tin tức và cơ sở dữ liệu kỳ nghỉ trực tuyến để quảng cáo cho "Ngày bánh mì kẹp kiểu quốc gia Cuba" như một thử nghiệm để xem liệu mọi người có ăn mừng một "trang điểm "kỳ nghỉ ẩm thực. Một số nguồn tin tức và trang web đã thêm ngày (23 tháng 8) vào danh sách các ngày lễ của họ, và sự kiện này đã được tổ chức ở một số địa điểm ngày càng tăng kể từ đó. Câu chuyện của Spata về thí nghiệm của ông đã xuất hiện trên trang nhất của tờ báo lá cải tbt * ở Tampa và được các hãng tin quốc gia săn đón.[36]